# Zeta mendozanus
Zeta mendozanus är en stekelart som först beskrevs av Carlos Schrottky 1909.  Zeta mendozanus ingår i släktet Zeta och familjen Eumenidae. Inga underarter finns listade i Catalogue of Life.